# Helena Paleólogo (esposa de Lazar Branković)
Helena Paleólogo (en griego: Ελένη Παλαιολογίνα, en serbio: Јелена Палеолог, romanizado: Jelena Paleolog; 1431 - 7 de noviembre de 1473) fue una princesa bizantina que se casó con el déspota de Serbia Lazar Branković, que gobernó desde 1456 hasta su muerte en 1458. Después de que Smederevo cayó ante los turcos otomanos el 20 de junio de 1459, huyó de Serbia a la isla griega de Léucade, donde se convirtió al catolicismo.
No debe confundirse con su abuela, Helena Dragaš, una princesa serbia que fue madre de los dos últimos emperadores bizantinos y que se convirtió en monja y santa de la Iglesia ortodoxa.

## Orígenes
Helena nació en el Despotado de Morea en 1431, la hija mayor e hija de Tomás Paleólogo, déspota de Morea y Caterina Zaccaria de Acaya. Tenía dos hermanos menores, Andrés Paleólogo y Manuel Paleólogo, y una hermana, Zoe, que se convertiría en la esposa de Iván III de Rusia. Sus abuelos maternos fueron Centurión II Zaccaria y Creusa Tocco. Su prima hermana, también Helena Paleólogo, se convirtió en reina consorte de Chipre.

## Matrimonio y descendencia
En octubre de 1446 dejó Glarentza, en el Peloponeso, y partió a Semendria, en Serbia, donde se casó con Lazar Branković, hijo del déspota Đurađ Branković en diciembre de ese año. El 24 de diciembre de 1456, Helena se convirtió en despina de Serbia, cuando Lazar sucedió a su padre en el despotado. Tuvieron tres hijas sobrevivientes:
- Jelena Branković (tras su matrimonio cambió su nombre por el de María) (1447-1498), se casó con el rey Esteban Tomašević de Bosnia;[4] más tarde pudo haber entrado en el harén de un general turco.
- Milica Branković (fallecida en 1464), se casó con Leonardo III Tocco, déspota de Epiro, con quien tuvo un hijo.
- Jerina Branković, esposa de Gjon Kastrioti II.

## Gobernante de Serbia
Cuando su esposo murió después de un año de gobierno, Mihailo Anđelović fue elegido para dirigir un consejo, convirtiéndose en el gobernante de facto de Serbia. Helena, junto con su cuñado, Esteban Branković, asumieron el control como gobernantes conjuntos de facto de Serbia. En marzo de 1458, los otomanos invadieron Smederevo y los rebeldes locales serbios tomaron prisionero a Anđelović. Para fortalecer su posición, buscó un aliado en el rey Esteban Tomás de Bosnia, a través del matrimonio concertado de su hijo mayor, Esteban Tomašević, con su hija mayor, Helena-María, que tuvo lugar el 1 de abril de 1459.
El 20 de junio de 1459, los otomanos lanzaron un gran asalto contra Smederevo y lograron tomar la ciudad, poniendo fin efectivamente al Despotado en Serbia. Helena se vio obligada a marcharse y, en abril de 1462, llegó a Ragusa (actual Dubrovnik), donde permaneció un año. Durante este tiempo, arregló el matrimonio de su hija Milica. En junio de 1463 se trasladó a Corfú, reuniéndose con su madre y sus hermanos que se habían refugiado allí. Con el tiempo se fue a vivir a la isla griega de Léucade, donde murió el 7 de noviembre de 1473, después de convertirse en monja y adoptar el nombre de Hipomona.